# Nicolas Oliveira (zwemmer)
Nicolas Nilo César de Oliveira (Belo Horizonte, 4 augustus 1987) is een Braziliaanse zwemmer. Hij vertegenwoordigde zijn vaderland op de Olympische Zomerspelen 2008 in Peking en op de Olympische Zomerspelen 2012 in Londen.

## Carrière
Bij zijn internationale debuut, op de Pan Pacific kampioenschappen zwemmen 2006 in Victoria, eindigde Oliveira als veertiende op de 100 meter vrije slag, op zijn andere afstanden strandde hij in de series. Samen met Rodrigo Castro, André Schultz en Lucas Salatta eindigde hij als zesde op de 4x200 meter vrije slag, op de 4x100 meter vrije slag werd hij samen met César Cielo Filho, Rodrigo Castro en Fernando Silva gediskwalificeerd.
In Melbourne nam de Braziliaan deel aan de wereldkampioenschappen zwemmen 2007, op dit toernooi werd hij op al zijn afstanden uitgeschakeld in de series. Samen met César Cielo Filho, Rodrigo Castro en Thiago Pereira eindigde hij als achtste op de 4x100 meter vrije slag, op de 4x200 meter vrije slag strandde hij samen met Thiago Pereira, Rodrigo Castro en Armando Negreiros in de series. Op de Pan-Amerikaanse Spelen 2007 in Rio de Janeiro eindigde Oliveira als vierde op de 200 meter vrije slag. Samen met Fernando Silva, Eduardo Deboni en César Cielo Filho veroverde hij de gouden medaille op de 4x100 meter vrije slag, op de 4x200 meter vrije slag legde hij samen met Thiago Pereira, Rodrigo Castro en Lucas Salatta beslag op de gouden medaille.
Tijdens de Olympische Zomerspelen van 2008 in Peking werd de Braziliaan samen met César Cielo Filho, Rodrigo Castro en Fernando Silva gediskwalificeerd in de series, samen met Rodrigo Castro, Philip Morrison en Lucas Salatta werd hij uitgeschakeld in de series van de 4x200 meter vrije slag. Op de 4x100 meter wisselslag strandde hij samen met Guilherme Guido, Felipe França en Kaio de Almeida in de series.

### 2009-heden
In Rome nam Oliveira deel aan de wereldkampioenschappen zwemmen 2009, op dit toernooi eindigde hij als achtste op de 100 meter vrije slag en werd hij uitgeschakeld in de series van de 200 meter vrije slag. Samen met César Cielo Filho, Guilherme Santos en Fernando Silva eindigde hij als vierde op de 4x100 meter vrije slag, op de 4x200 meter vrije slag strandde hij samen met Thiago Pereira, Rodrigo Castro en Lucas Salatta in de series. Samen met Guilherme Guido, Henrique Barbosa en Gabriel Mangabeira zwom hij in de series van de 4x100 meter wisselslag, in de finale eindigden Guido, Barbosa en Mangabeira samen met César Cielo Filho op de vierde plaats.
Op de Pan Pacific kampioenschappen zwemmen 2010 in Irvine eindigde de Braziliaan als twaalfde op de 100 meter vrije slag, op de 200 meter vrije slag werd hij uitgeschakeld in de series. Op de 4x200 meter vrije slag eindigde hij samen met André Schultz, Frederico Castro en Leonardo Fim op de vijfde plaats. Tijdens de wereldkampioenschappen kortebaanzwemmen 2010 in Dubai strandde Oliveira in de series van de 100 meter vrije slag, samen met Nicholas Santos, César Cielo Filho en Marcelo Chierighini sleepte hij de bronzen medaille in de wacht op de 4x100 meter vrije slag. Op de 4x200 meter vrije slag eindigde hij samen met Rodrigo Castro, Fernando Santos en Lucas Kanieski op de achtste plaats. Samen met Guilherme Guido, Henrique Barbosa en Glauber Silva zwom hij in de series van de 4x100 meter wisselslag, in de finale veroverde Guido samen met Felipe França, Kaio de Almeida en César Cielo Filho de bronzen medaille. Voor zijn aandeel in de series ontving Oliveira eveneens de bronzen medaille.
In Shanghai nam de Braziliaan deel aan de wereldkampioenschappen zwemmen 2011. Op dit toernooi werd hij uitgeschakeld in de halve finales van de 200 meter vrije slag. Op de 4x100 meter vrije slag strandde hij samen met Bruno Fratus, Marcos Macedo en Marcelo Chierighini in de series, samen met André Schultz, Rodrigo Castro en João de Lucca werd hij uitgeschakeld in de series van de 4x200 meter vrije slag. Op de Pan-Amerikaanse Spelen 2011 in Guadalajara legde hij samen met Bruno Fratus, Nicholas Santos en César Cielo Filho beslag op de gouden medaille op de 4x100 meter vrije slag, op de 4x200 meter vrije slag sleepte hij samen met André Schultz, Leonardo De Deus en Thiago Pereira de zilveren medaille in de wacht.
Tijdens de Olympische Zomerspelen van 2012 in Londen strandde Oliveira in de series van de 100 meter vrije slag, samen met Bruno Fratus, Nicholas Santos en Marcelo Chierighini werd hij uitgeschakeld in de series van de 4x100 meter vrije slag.
Op de wereldkampioenschappen zwemmen 2013 in Barcelona eindigde hij samen met Fernando Santos, Marcelo Chierighini en Vinícius Waked zevende in de finale van de 4x100 meter vrije slag.

## Internationale toernooien
| Jaar | Olympische Spelen                                                | WK langebaan | WK kortebaan | PanPacs | Pan-Ams                                                       |
| ---- | ---------------------------------------------------------------- | --- | --- | --- | ------------------------------------------------------------- |
| 2006 |                                                                  | | geen deelname | 26e 50m vrije slag 14e 100m vrije slag 25e 200m vrije slag 28e 100m vlinderslag DQ 4x100m vrije slag 6e 4x200m vrije slag |                                                               |
| 2007 |                                                                  | 46e 50m vrije slag 26e 100m vrije slag 17e 200m vrije slag 8e 4x100m vrije slag 11e 4x200m vrije slag                                | | | 4e 200m vrije slag · 4x100m vrije slag · 4x200m vrije slag    |
| 2008 | DQ 4x100m vrije slag 16e 4x200m vrije slag 14e 4x100m wisselslag | | geen deelname | |                                                               |
| 2009 |                                                                  | 8e 100m vrije slag 18e 200m vrije slag 4e 4x100m vrije slag 10e 4x200m vrije slag 4e 4x100m wisselslag Oliveira zwom enkel de series | | |                                                               |
| 2010 |                                                                  | | 18e 100m vrije slag · 4x100m vrije slag · 8e 4x200m vrije slag · 4x100m wisselslag · Oliveira zwom enkel de series | 12e 100m vrije slag 22e 200m vrije slag 5e 4x200m vrije slag                                                              |                                                               |
| 2011 |                                                                  | 13e 200m vrije slag 9e 4x100m vrije slag 14e 4x200m vrije slag                                                                       | | | serie 200m vrije slag · 4x100m vrije slag · 4x100m vrije slag |
| 2012 | 24e 100m vrije slag 9e 4x100m vrije slag                         | | geen deelname | |                                                               |
| 2013 |                                                                  | 11e 200m vrije slag 7e 4x100m vrije slag 11e 4x200m vrije slag                                                                       | | |                                                               |

## Persoonlijke records
Bijgewerkt tot en met 13 augustus 2013
Kortebaan
| Afstand         | Tijd    | Datum            | Plaats  |
| --------------- | ------- | ---------------- | ------- |
| 100m vrije slag | 46,30   | 14 november 2009 | Berlijn |
| 200m vrije slag | 1.42,01 | 15 november 2009 | Berlijn |

Langebaan
| Afstand         | Tijd    | Datum        | Plaats         |
| --------------- | ------- | ------------ | -------------- |
| 100m vrije slag | 47,78   | 29 juli 2009 | Rome           |
| 200m vrije slag | 1.46,90 | 1 mei 2009   | Rio de Janeiro |